# オランダ放送フィルハーモニー管弦楽団
オランダ放送フィルハーモニー管弦楽団（オランダほうそうフィルハーモニーかんげんがくだん、オランダ語: Radio Filharmonisch Orkest）は、オランダ放送協会（NOS）が運営するオーケストラ。略称はRFO。

## 沿革・概要
1945年に指揮者アルベルト・ファン・ラールテによって設立。

定期公演はヒルフェルスムで行われ、年に数回の特別演奏会がアムステルダムとユトレヒトで行われる。

1961年から18年間首席指揮者を務めたジャン・フルネのもと国際的なオーケストラとして認知され、1989年から首席指揮者を務めたエド・デ・ワールトのもとレパートリーが拡大強化され録音活動も行われた。

ストコフスキー、コンドラシン、ドラティなど世界中から優れた指揮者が多数客演している。

RFOの公演は、ヨーロッパ放送ユニオン系列局等の各局を通じて放送される。

## 歴代首席指揮者等
- アルベルト・ファン・ラールテ（1945年 - 1949年）
- パウル・ファン・ケンペン（1949年 - 1955年）
- ベルナルト・ハイティンク（1957年 - 1961年）
- ジャン・フルネ（1961年 - 1978年）
- セルジュ・コミッショーナ（1982年 - 1989年）
- エド・デ・ワールト（1989年 - 2004年）
- ヤープ・ヴァン・ズヴェーデン（2005年 - 2012年）
- マルクス・シュテンツ（2012年 - 2019年）
- カリーナ・カネラキス（2019年 - ）[3]

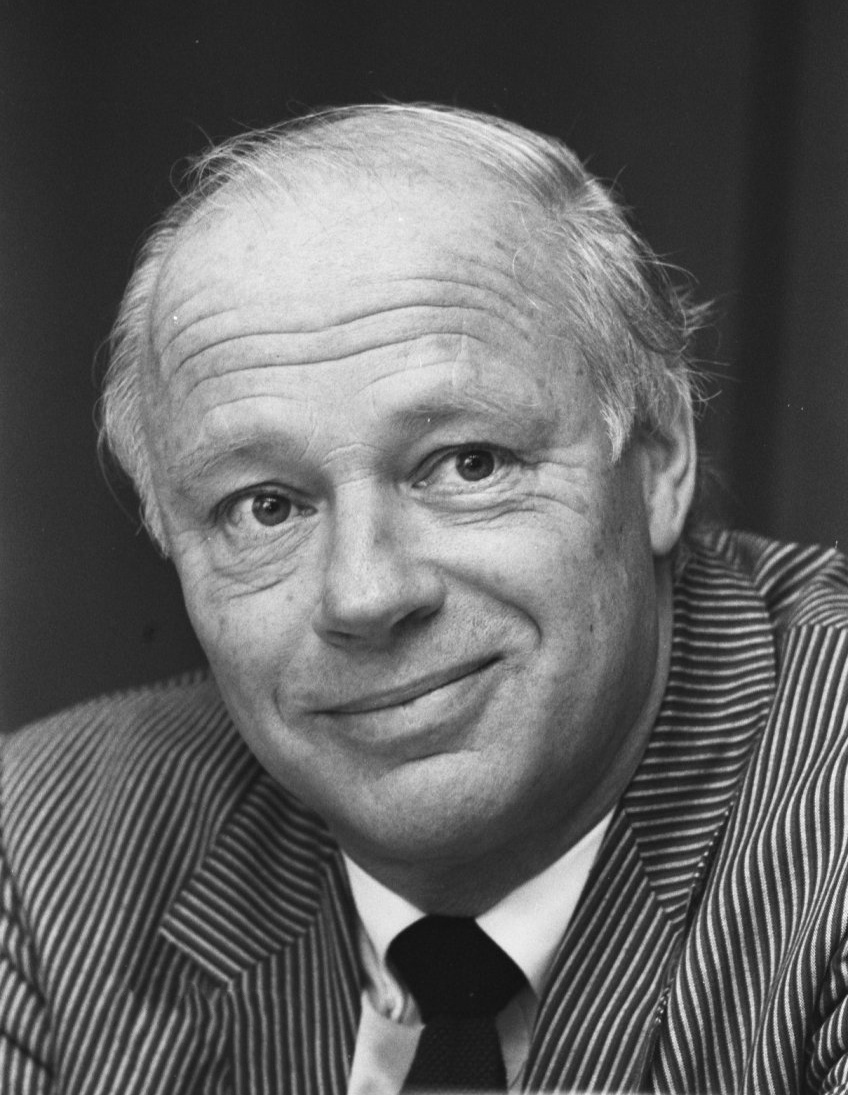
ハイティンク
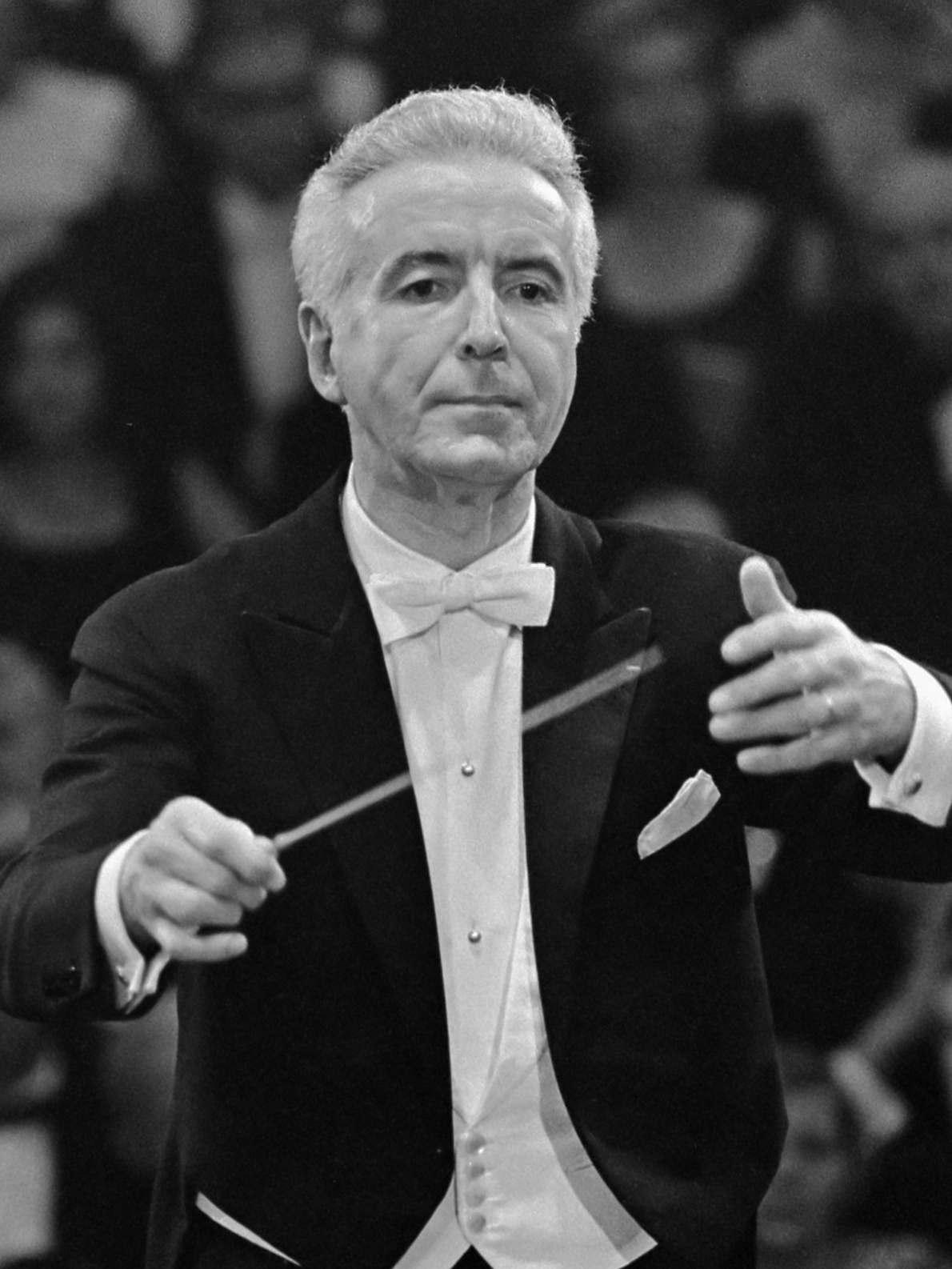
フルネ
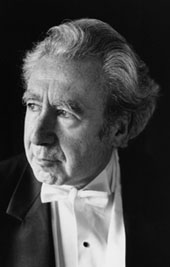
コミッショーナ
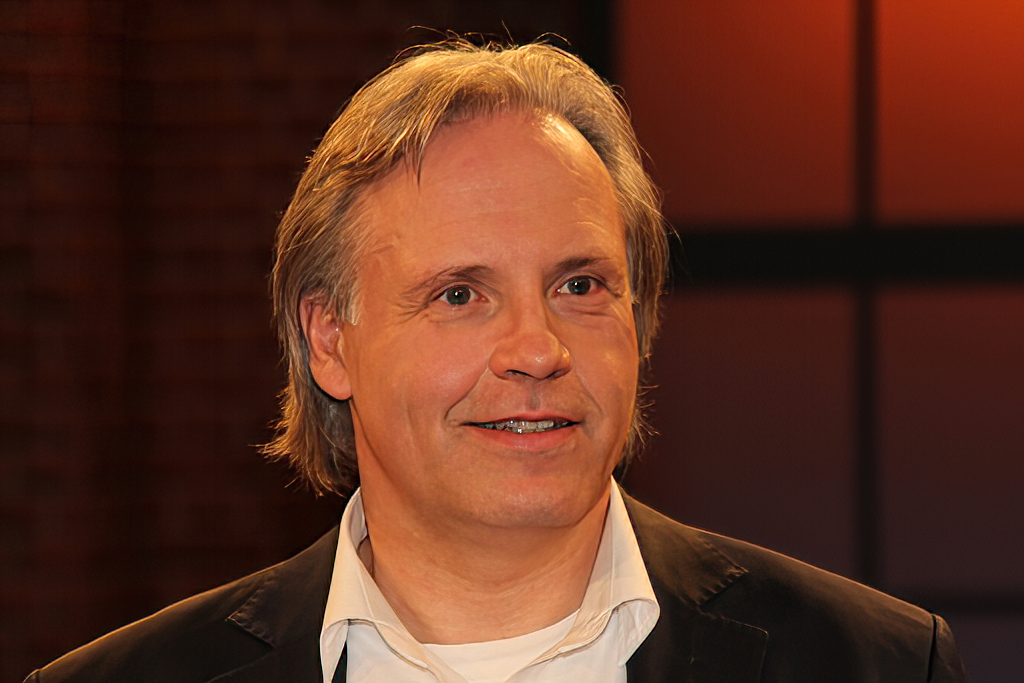
シュテンツ